# Михаил Данилевски
Михаил Иванов Данилевски е български географ и преводач от 20 век.
Автор е на географска литература. Най-известен (и широко използван като справочник) е неговият „Географски речник на задграничните страни“, който претърпява редица издания – от 1961, 1970, 1987 г., като всяко следващо е коригирано и допълнено. Изданието от 1987 г. (ДИ „Д-р Петър Берон“, София) е с 632 страници, с предговор и участие на Валери Данилевски.